# Lotto Sport Italia

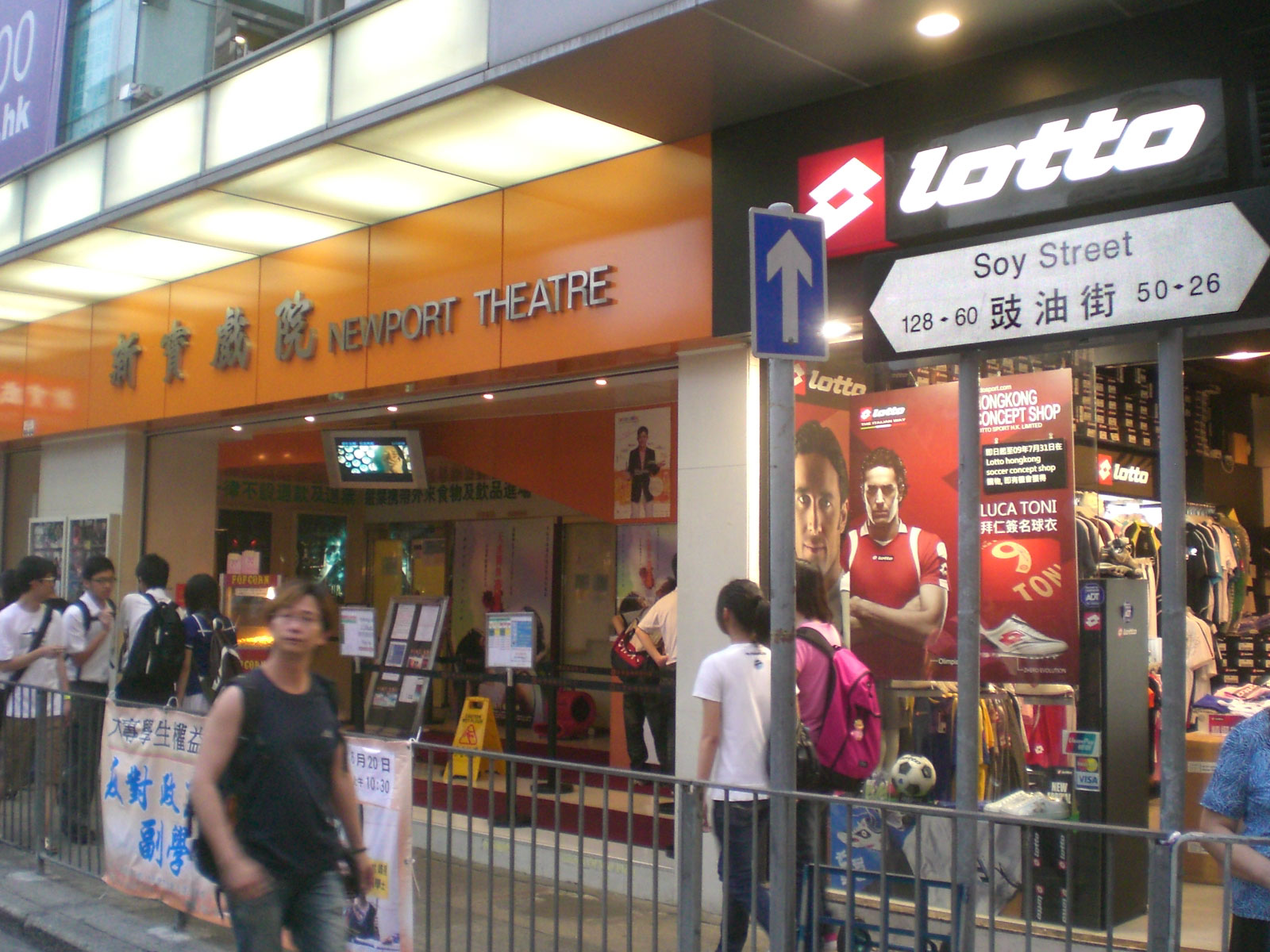
Sklep marki Lotto w Hongkongu

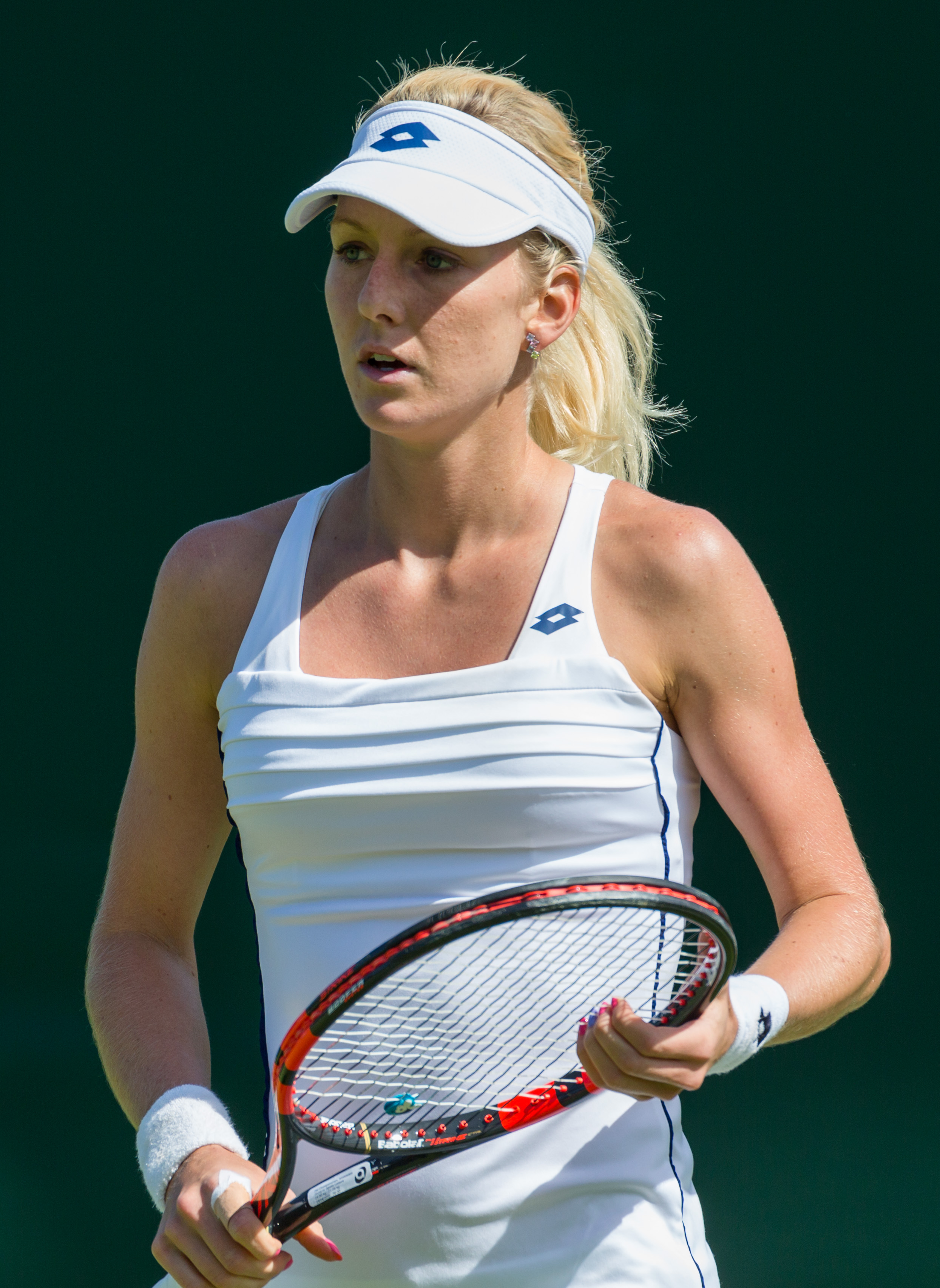
Urszula Radwańska w odzieży Lotto, Wimbledon 2015

Lotto Sport Italia – włoski producent sprzętu sportowego. Lotto zostało założone w czerwcu 1973 roku przez rodzinę Caberlotto w miejscowości Montebelluna. W czerwcu 1999 roku firma została przejęta przez grupę lokalnych biznesmenów aktywnych na rynku sportowym i przemianowana na Lotto Sport Italia. Przedsiębiorstwo jest dystrybutorem w ponad 70 krajach sprzętu sportowego, ze szczególnym uwzględnieniem obuwia oraz odzieży do piłki nożnej i tenisa, ale także z przeznaczeniem do sportowo-rekreacyjnego stylu życia, produkując również koszulki, bieliznę, okulary i artykuły papiernicze. Rozpoznawalnym na całym świecie logiem Lotto jest podwójny diament.

## Sportowcy sponsorowani przez Lotto
Piłkarze
- Julio Cruz
- Marek Jankulovski
- Cafu
- Doni
- Martin Petrow
- Anthony Réveillère
- Jérôme Rothen
- Pierre-Alain Frau
- Asamoah Gyan
- Giuseppe Rossi
- Luca Toni
- Simone Perrotta
- Stefano Fiore
- Goran Pandev
- Joan Capdevila
- Mirko Vučinić
- Mohamed Sissoko
- Glen Johnson

| Tenisistki |  | Tenisiści |
| - Agnieszka Radwańska - Urszula Radwańska - Marion Bartoli - Francesca Schiavone - Kateřina Siniaková - Elise Mertens - Anna-Lena Grönefeld - Alizé Cornet - Uns Dżabir - Kristýna Plíšková - Carla Suárez Navarro - Petra Martić - Maria Elena Camerin - Anastasija Jakimawa - Cwetana Pironkowa - Magdaléna Rybáriková - Alberta Brianti |  | - Boris Becker - Ivan Dodig - Matteo Berrettini - David Ferrer - Xavier Malisse - Rohan Bopanna - Julian Knowle - Robin Söderling - Potito Starace - Serhij Stachowski - Tejmuraz Gabaszwili - Guillermo García-López - Andreas Beck - Michael Berrer - Denis Gremelmayr - Aisam-ul-Haq Qureshi - Leonardo Mayer - Paul Capdeville |

## Kluby sponsorowane przez Lotto
- Dolcan Ząbki
- Wigry Suwałki
- Sturm Graz
- Genoa CFC
- Deportivo La Coruña
- L.R. Vicenza
- FC Sochaux
- Politehnica Timișoara
- TSG 1899 Hoffenheim
- FK Lwów
- CA Belgrano
- AC Monza
- Rimini Calcio FC